# Musée ethnographique (Budapest)
Le Musée ethnographique (hongrois : Néprajzi Múzeum) est un musée situé à Budapest en Hongrie. Ses collections ont surtout pour vocation de favoriser la connaissance des modes de vie traditionnels des populations vivant en Hongrie.

## Histoire
Le musée est une émanation en 1872 du département ethnographique du Musée national hongrois. Il est officiellement reconnu indépendant en 1947, et est installé à partir de 1973 dans l'ancien Palais de justice sur la place Kossuth, en face du Parlement hongrois.
Dans les années 2010, un projet de relocalisation du musée est lancé en raison du manque d'espace dans le bâtiment inadapté.  Le musée est alors fermé en décembre 2017. Le nouveau bâtiment est construit dans le quartier des musées, en bordure de Városliget, le long de l'avenue György Dózsa dans le 14e arrondissement de la capitale. Il est inauguré le 22 mai 2022.

### Direction du musée

#### Directeurs
Son premier directeur était John Xantus de Vesey. Il a contribué aux collections sur les premiers indiens d'Amérique.

## Les différentes collections
L'essentiel de la collection est naturellement consacré aux traditions proprement magyares, avec une importante (140 000) collection d'objets du XIXe siècle et d'avant la seconde guerre mondiale, qui présente des aspects disparus.
Cependant, grâce à quelques donations et des partenariats avec d'autres grands musées européens, le musée cherche aussi à renforcer sa vocation humaniste et généraliste en présentant des collections d'objets du monde entier (60 000 environ sur tous les continents).
À noter, un fonds d'objets anciens juifs, un fonds particulier sur la musique avec une évocation de Béla Bartók et Zoltán Kodály.
L'ensemble de cette collection est globalement en cours de numérisation pour être rendu disponible au public par l'intermédiaire de son site internet.

## Activités du musée
Le musée est présent avec un stand depuis quelques années au Sziget Festival qui présentait son travail sur l'homme et la civilisation sur tous les continents.

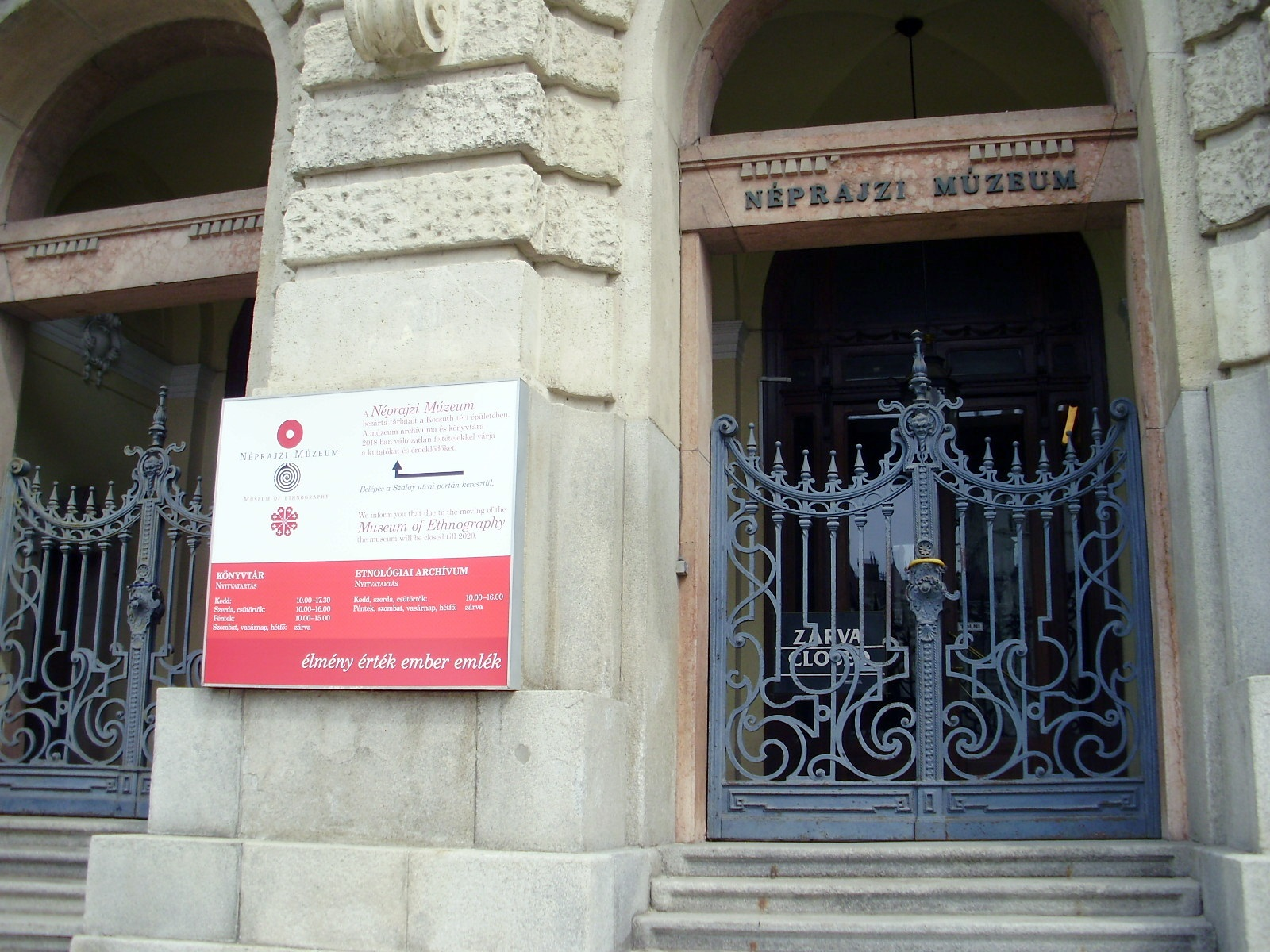
Fermeture du musée, place Kossuth